# Veleropilina segonzaci
Veleropilina segonzaci is een Monoplacophorasoort uit de familie van de Neopilinidae. De wetenschappelijke naam van de soort is voor het eerst geldig gepubliceerd in 2001 door Warén & Bouchet.